# 阿拉莫萨 (科罗拉多州)
阿拉莫萨（英語：Alamosa），是美国科罗拉多州阿拉莫萨县下属的一座城市。建市于1878年8月12日，面积大约为5.515平方英里（14.283平方公里）。根据2010年美国人口普查，该市有人口8,780人。2011年估计该市有人口8,937人，相比2010年人口增长率为1.79%。同时，论人口该市是科罗拉多州第49大城市。